# Герцог, Ицхак Айзик
Раввин Ицхак Айзик Герцог (1888, Ломжа (Российская империя) — 1959, Иерусалим, Израиль) — главный раввин Израиля (1937—1959). До этого был главным раввином Ирландии (1919—1937). Крупнейший религиозный деятель эпохи. Много сделал для создания государства Израиль, а также для решения разных проблем, возникших в результате гибели 6 млн евреев от рук нацистов.

## Биография
Раввин Герцог родился в Ломже (Российская империя, ныне в Польше) в семье рава Йоэля Герцога. С детства начали проявляться выдающиеся способности Ицхака. В 1899 году его отец получил приглашение на должность раввина Лидса в Англии и вся семья туда переехала. В 1908 году сам рав Ицхак Айзик получил смиху — раввинский диплом. Параллельно с занятиями Торой учился в лондонском и парижском университете и изучал математику, классические и семитские языки, а также философию. В 1914 году получил степень доктора за исследование голубой краски тхелет, применявшейся в священных облачениях в Иерусалимском Храме и в еврейских молитвенных одеяниях. В 1916 году получил назначение на должность главного раввина Северной Ирландии в Белфасте, в 1919 году стал раввином Ирландии в Дублине, а в 1925 году — раввином независимой Ирландии. Поддерживал ирландскую борьбу за независимость и национал-освободительную партию Шинн Фейн, изучал ирландский язык, был близким другом Имона де Валера. Раввин смог получить широкое признание у всех евреев Ирландии, и к нему с большим почтением относились также неевреи. Своими усилиями он смог предотвратить запрет на еврейский ритуальный забой скота, который пытались установить в Ирландии.
В 1936 году был избран на должность главного раввина Палестины. В 1937 году прибыл в Хайфу и вскоре приступил к исполнению своих обязанностей после коронации в синагоге Хурба в Иерусалиме. Резко выступал против политики ограничения репатриации евреев британскими властями, и в знак протеста порвал экземпляр «Белой книги» возле центральной иерусалимской синагоги Йешурун. В 1939 году принял участие в «круглом столе» в Лондоне. В 1940 году встал во главе совета по иешивам Эрец-Исраэль. В 1941 году выехал в Европу с целью спасти как можно больше евреев от уничтожения нацистами. В рамках этой поездки рав Герцог посетил Англию, США и Южную Африку. Раву Герцогу удалось договориться с советским правительством о разрешении на проезд учеников иешив через советскую территорию по дороге в Японию и оттуда в Эрец-Исраэль. Во время визита в США рав Герцог встретился с американским президентом Рузвельтом, от которого требовал помочь евреям Европы и начать бомбить лагеря уничтожения. В 1942 году его пытались отговорить от возвращения в Палестину, еврейскому населению которой в это время угрожали немецкие войска, наступавшие в Северной Африке, однако рав Герцог ответил, что разрушения страны не будет, как обещано пророками. В 1943 году рав Герцог выехал в Турцию в попытке повлиять на освобождение евреев, которые оказались на оккупированных территориях. В 1946 году рав Герцог вновь выехал в Европу с целью помочь евреям, пережившим Холокост, репатриироваться в Палестину, а также спасти детей, которых укрывали в монастырях, ради чего он встретился с папой Пием XII. Рав Герцог был очень сильно разочарован отношением папы римского к спасению евреев, однако от своих попыток вернуть детей не отчаялся.
В 1948 году в знак признания роли рава Герцога в помощи евреям и создании Государства Израиль его имя ещё при жизни было дано кибуцу Масуот Ицхак в Гуш Эционе. В том же году стал первым ашкеназским раввином государства Израиль и составил известную Молитву за процветание Государства, которую произносят во множестве синагог по сей день.

## Семья
Рав Герцог был женат на Саре Гильман и у них родились двое сыновей: Хаим — будущий 6-й президент Израиля и Яков — общественный деятель и исследователь Талмуда. Сын Хаима Герцога — бывший министр туризма, один из лидеров партии труда, бывший глава Еврейского Агентства, одиннадцатый президент Израиля Ицхак (Бужи) Герцог.